# Ostroróg
Pour l’article homonyme, voir Ostroróg (Poméranie-Occidentale).
Ostroróg (prononciation : [ɔsˈtrɔruk], en allemand : Scharfenort) est une ville de la Voïvodie de Grande-Pologne et du powiat de Szamotuły.
Elle est située à environ 8 kilomètres à l'ouest de Szamotuły et à environ 40 kilomètres au nord-ouest de Poznań, capitale de la voïvodie de Grande-Pologne.
Elle est le siège administratif de la gmina d'Ostroróg.
Elle s'étend sur 1,26 km2.

## Géographie

Plan de la ville.

La ville d'Ostroróg est située au centre de la voïvodie de Grande-Pologne, dans une plaine agricole. La Warta (affluent de l'Oder), passe à une dizaine de kilomètres au nord ; Ostroróg est traversée par la rivière Ostroroga qui alimente le lac de la ville.
La ville est localisée à environ 40 km au nord-ouest de Poznań, la capitale régionale.

## Histoire
Ostroróg a obtenu ses droits de ville avant 1412. À partir de 1818, la ville appartient à l'arrondissement de Samter dans le grand-duché de Posen puis de la province de Posnanie.
De 1975 à 1998, la ville faisait partie du territoire de la voïvodie de Poznań. Depuis 1999, la ville fait partie du territoire de la voïvodie de Grande-Pologne.

## Monuments
- l'église paroissiale, datant du XVe siècle et remaniée au XVIIIe siècle ;
- les ruines du château.

## Voies de communication
La ville est traversée par les routes voïvodales 184 (qui relie Przeźmierowo à Wronki) et 117 (pl) (qui relie Obrzycko à Ostroróg).